# Lepojević
Lepojević (cyr. Лепојевић) – wieś w Serbii, w okręgu pomorawskim, w gminie Rekovac. W 2011 roku liczyła 302 mieszkańców.